# Jan Bos (schaatser)
Jan Bos (Hierden, 29 maart 1975) is een voormalig Nederlands langebaanschaatser en baanwielrenner en assistent-coach bij Team Verweij. Hoewel Bos zelf liever allrounder was geworden, ontwikkelde hij zich vooral tot sprinter en reed goed op de korte afstanden 500, 1000 en 1500 meter. In 1998 werd hij de eerste Nederlandse wereldkampioen sprint.

## Biografie

### Schaatscarrière
Bos kan beschouwd worden als een schoolvoorbeeld van "hoe men hoort te schaatsen". Als geen ander weet hij zijn kracht om te zetten in voorwaartse beweging op het ijs. Met zijn toenmalige coach Peter Mueller werkte hij aan zijn vorm en in 1998, het jaar waarin hij wereldkampioen sprint werd, stapte hij over op een ander type klapschaats.
In december 2005 wint hij op het NK Afstanden 2006 verrassend zowel de 500, 1000 als 1500 meter. Op deze manier kwalificeert hij zich voor die drie afstanden voor de Olympische Winterspelen 2006. Tijdens de Openingsceremonie droeg hij de Nederlandse vlag.
Zijn broer Theo Bos is vijfvoudig wereldkampioen baanwielrennen. Jan Bos is ook een uitstekend wielrenner. Samen met zijn broer Theo en Teun Mulder haalde hij in 2003 een vijfde plaats op het WK teamsprint en een jaar later deed hij mee aan de Olympische Spelen in Athene.
In januari 2006 wint Bos brons op het WK Sprint in Heerenveen.
In 2008, tien jaar na het wereldkampioenschap gewonnen te hebben, staat hij na twee afstanden op de tweede plek in het tussenklassement achter Jeremy Wotherspoon. Tijdens de derde afstand rijdt hij in Thialf tegen Wotherspoon, maar valt hij net na de eerste bocht.
Na het seizoen 2007-2008 stopt Telfort met de sponsoring van de schaatsploeg waar Bos deel van uitmaakt. Hij stapt over naar de nieuwe schaatsploeg Hofmeier die wordt getraind door Ron Neymann en Jan van Veen.
In zijn laatste seizoen, 2010-2011, wordt de 35-jarige Bos gesponsord door Bureau B+O Architecten uit Meppel. Samen met de Italiaanse ploeg van Gianni Romme werkt hij zijn trainingen af. Op de Nederlandse kampioenschappen wint Bos brons op de 1000 meter en plaatst zich voor de wereldbekerwedstrijden. Bij de wereldbekerwedstrijd in Obihiro op 12 december wordt hij verrassend derde in 1.10,17. Het is zijn eerste podiumplek in bijna twee jaar. Toen is hij in Erfurt ook als derde geëindigd op de kilometer.
Na het seizoen 2010-2011 kondigde Bos aan te stoppen met schaatsen.
In 2012 heeft Bos in samenwerking met het Human Power Team Delft & Amsterdam een poging gedaan om de snelste fietser ter wereld te worden tijdens de World Human Powered Speed Challenge 2012 in Battle Mountain, Nevada. Hiervoor moest hij het wereldrecord van 133 km/h, dat toen op naam stond van de Canadees Sam Whittingham, verbreken in de gestroomlijnde ligfiets die speciaal voor deze wedstrijd door studenten van de TU Delft en de VU Amsterdam ontwikkeld was. Hij haalde uiteindelijk een snelheid van 126,5 km/h, waarmee het record niet was verbroken. Één jaar later zou zijn teamgenoot Sebastiaan Bowier dat wel doen. 

### Schaatscoach
In seizoen 2013/2014 assisteerde Bos coach Wim den Elsen bij de Schaatsacademie in Inzell. In de zomer van 2014 gaat hij met Marianne Timmer naar Minsk in Wit-Rusland om de schaatsers aldaar te helpen bij een betere structuur.
Voor seizoen 2020/2021 werd hij assistent-trainer naast coach Kosta Poltavets van Team Verweij met onder meer Koen Verweij en Jutta Leerdam. Bos en Poltavets werkten eerder samen in SpaarSelect in 2001 toen Leen Pfrommer na aanhoudende conflicten met Bos werd ontslagen. Sinds 2022/2023 is hij coach van sprinter Ning Zhongyan. In Stavanger liep Bos nog als toeschouwer in de schaatshal, omdat een accreditatie niet meer geregeld kon worden.

## Records

### Persoonlijke records
| Afstand      | Tijd     | Datum            | Baan           |
| ------------ | -------- | ---------------- | -------------- |
| 500 meter    | 34,72    | 12 februari 2002 | Salt Lake City |
| 1000 meter   | 1.07,20  | 22 maart 2009    | Calgary        |
| 1500 meter   | 1.44,87  | 4 maart 2007     | Calgary        |
| 3000 meter   | 3.50,53  | 16 maart 2001    | Calgary        |
| 5000 meter   | 6.46,59  | 17 maart 2001    | Calgary        |
| 10.000 meter | 15.23,18 | 11 maart 1993    | Heerenveen     |

### Wereldrecords
| Nr. | Afstand    | Tijd    | Datum            | Baan    |
| --- | ---------- | ------- | ---------------- | ------- |
| 1.  | 1000 meter | 1.10,63 | 22 november 1997 | Calgary |
| 2.  | 1000 meter | 1.08,55 | 21 februari 1999 | Calgary |

#### Wereldrecords laaglandbaan (officieus)
| Nr. | Afstand    | Tijd    | Datum            | Baan       |
| --- | ---------- | ------- | ---------------- | ---------- |
| 1.  | 1000 meter | 1.11,10 | 24 januari 1998  | Berlijn    |
| 2.  | 1000 meter | 1.10,41 | 12 maart 1999    | Heerenveen |
| 3.  | 1000 meter | 1.09,67 | 23 december 2001 | Heerenveen |

## Resultaten

### Schaatsen
| Jaar | NK Afstanden               | NK Sprint | WK Sprint                | WK Afstanden            | Olympische Spelen           | Wereldbeker                         |
| ---- | -------------------------- | --------- | ------------------------ | ----------------------- | --------------------------- | ----------------------------------- |
| 1994 | 9e 500m 6e 1000m 10e 1500m |           |                          |                         |                             |                                     |
| 1995 | 5e 500m 4e 1000m 10e 1500m | 5e        |                          |                         |                             |                                     |
| 1996 | 500m · 1000m               | Brons     | 24e (30e, 24e, 31e, 25e) |                         |                             | 39e 1000m                           |
| 1997 |                            | Goud      | 13e (17e, 15e, 16e, 10e) | 8e 500m · 1000m         |                             | 20e 500m 4e 1000m                   |
| 1998 | 500m. · 1000m · 5e 1500m   | Goud      | · (, , 4e, )             | 5e 500m 4e 1000m        | 12e 500m · 1000m · 4e 1500m | 5e 500m · 1000m · 17e 1500m         |
| 1999 | 500m · 1000m · 1500m       | Goud      | · (, )                   | val 500m · 1000m        |                             | 4e 500m · 1000m · 6e 1500m          |
| 2000 | 500m. · 1000m              | Goud      | 4e · (6e, , 5e, )        | 5e 500m · 1000m · 1500m |                             | 5e 500m · 1000m · 6e 1500m          |
| 2001 | 500m · 1000m · 10e 1500m   | Ziek      | 4e · (6e, 6e, 7e, )      | 21e 500m 10e 1000m      |                             | 8e 500m 10e 1000m 23e 1500m         |
| 2002 | 500m · 1000m · 5e 1500m    | Zilver    | Dq4 · (, 14e, 38e, Ns)   |                         | 9e 500m · 1000m · 7e 1500m  | 7e 500m · 1000m · 26e 1500m         |
| 2003 | 500m · 1000m               | Goud      | 7e (11e, 6e, 7e, 7e)     | 5e 500m 15e 1000m       |                             | 5e 500m · 1000m                     |
| 2004 | 500m · 7e 1000m            | 6e        |                          | 14e 500m 5e 1000m       |                             | 28e 100m 16e 500m 9e 1000m          |
| 2005 | 4e 500m 5e 1000m 10e 1500m | Zilver    | 6e · (14e, , 11e, )      | 1000m                   |                             | 23e 500m 5e 1000m                   |
| 2006 | 500m · 1000m · 1500m       |           | · (, , 10e, 5e)          |                         | 11e 500m 5e 1000m 20e 1500m | 43e 500m 12e 1000m 7e 1500m         |
| 2007 | 500m · 1000m · 1500m       | Zilver    | 12e (15e, 8e, 17e, 8e)   | 16e 500m                |                             | 36e 100m 19e 500m 4e 1000m 6e 1500m |
| 2008 | 5e 500m · 1000m · 9e 1500m | Goud      | 39e · (6e, , 40e, )      | 5e 1000m                |                             | 25e 100m · 24e 500m · 1000m         |
| 2009 | 8e 500m 6e 1000m           | 4e        |                          | 5e 1000m                |                             | 12e 1000m                           |
| 2010 | 8e 500m 7e 1000m           |           |                          |                         | 29e 500m 12e 1000m          | 51e 500m 15e 1000m                  |
| 2011 | 10e 500m · 1000m           | Brons     | 12e (14e, 11e, 21e, 7e)  |                         |                             |                                     |

### Wielrennen
| Jaar | WK Baan       | Olympische Spelen |
| ---- | ------------- | ----------------- |
| 2003 | 5e teamsprint |                   |
| 2004 |               | 6e teamsprint     |

### Medaillespiegel
| Kampioenschap        | Goud | Zilver | Brons |
| -------------------- | ---- | ------ | ----- |
| NK Afstanden         | 10   | 8      | 6     |
| NK Sprint            | 6    | 3      | 2     |
| WK Sprint Klassement | 1    | 1      | 1     |
| WK Sprint Afstanden  | 10   | 3      | 4     |
| WK Afstanden         | 1    | 3      | 1     |
| Olympische Spelen    | 0    | 2      | 0     |